# Quintin Gill
Quintin Gill (Burton-upon-Trent, Staffordshire, 27 de novembre de 1959) és un actual membre de la Casa de les Claus (Cambra baixa de l'Illa de Man) per Rushen. Ho és des de l'any 2000.
Ha estat elegit en dues eleccions, la del 2000 i la del 2006. Abans de ser polític, era treballador social.

## Carrera
- Membre del Departament d'Afers Interiors. 2002-05.
- Departament d'Educació: 2002-05
- Cap de la Fundació de la Loteria Pública. Des de 2002-08
- Cap de l'Oficina de Fires: 2004-08.